# Jean-François Lutz
Jean-François Lutz est un chimiste français.Il est directeur de recherche du CNRS et directeur de l’Institut de Science et d'Ingénierie Supramoléculaires (ISIS) de l'Université de Strasbourg.

## Travaux
Jean-François Lutz est un spécialiste de la chimie macromoléculaire qui travaille principalement dans le domaine des polymères à séquences contrôlées. Ses travaux récents portent sur le développement de polymères synthétiques permettant de stocker de l’information numérique. Il étudie également l’utilisation de ces polymères dans le domaine de la xénobiologie. Il est auteur de plus de 200 publications scientifiques et a été deux fois lauréat du Conseil Européen de la Recherche (ERC). Depuis 2015, il figure dans le classement Highly Cited Researchers (Institute for Scientific Information, ISI) qui regroupe les chercheurs les plus influents au monde.

## Carrière
Après avoir fait ses études au lycée Albert-de-Mun de Nogent-sur-Marne puis à l’Université Pierre-et-Marie-Curie, il a obtenu un doctorat à l’Université Montpellier 2 en 2000 et a par la suite travaillé comme post-doctorant dans le laboratoire du professeur Krzysztof Matyjaszewski à l’Université Carnegie Mellon de Pittsburgh aux États-Unis. De 2003 à 2010, il a été chercheur pour la Fraunhofer-Gesellschaft à Potsdam en Allemagne puis a été recruté en tant que directeur de recherche au CNRS en 2010. De 2010 à 2022, il a animé l’équipe Chimie Macromoléculaire de Précision à l’Institut Charles Sadron de Strasbourg. En décembre 2022, il a rejoint l’Institut de science et d'ingénierie supramoléculaires pour diriger l’équipe de Chimie des Macromolécules Informationnelles. Depuis janvier 2021, il est éditeur de la revue Progress in Polymer Science, et occupe le poste de rédacteur-en-chef depuis janvier 2022.

## Récompenses et distinctions
- 2008 : Prix de la division polymères SCF/GFP[8]
- 2015 : Highly Cited Researcher, catégorie chimie[5]
- 2016 : Highly Cited Researcher, catégorie chimie[5]
- 2017 : Highly Cited Researcher, catégorie chimie[5]
- 2018 : Highly Cited Researcher, catégorie chimie[5]
- 2018 : Médaille d’Argent du CNRS[9]
- 2021 : Prix talent d'avenir, Fond'Action[10]
- 2022 : Membre distingué de la Société Chimique de France[11]
- 2024:Prix Langevin, Académie des Sciences (France)